# Pleseckij rajon
Il distretto di Pleseck (in lingua russa Плесецкий муниципальный район, letteralmente Pleseckij municipal'nyj rajon, in inglese traslitterato come Plesetsky munitsipalnyy rayon) è un rajon (distretto russo) dell'Oblast' di Arcangelo, in Russia.
Il centro amministrativo è la città di Pleseck, con circa 12 000 abitanti.

## Città
- Emca (1851 ab.)
- Obozerskij (4945 ab.)
- Oksovskij (3134 ab.)
- Pleseck (12134 ab.)
- Puksoozero (1686 ab.)
- Savinskij (9179 ab.)
- Samoded (1970 ab.)
- Severoonežsk (6113 ab.)
- Veršinino (1615 ab.)
- Korjakino (1256 ab.)
- Konevo (4344 ab.)
- Nižnee Ust'e (751 ab.)
- Tarasovo (627 ab.)
- Undozero (1058 ab.)
- Fedovo (676 ab.)
- Lomovoe (693 ab.)
- Ulitino (851 ab.)